# Eurydice czerniavsky
Eurydice czerniavsky är en kräftdjursart som beskrevs av Mihai Bacescu 1948. Eurydice czerniavsky ingår i släktet Eurydice och familjen Cirolanidae. Inga underarter finns listade i Catalogue of Life.